# Demokratická strana (Malta)
Demokratická strana (maltsky: Partit Demokratiku, PD) je centristická politické strany na Maltě. Byla založena v roce 2016 bývalými členy Labouristické strany. V srpnu 2020 strana oznámila dohodu o sloučení s Demokratickou alternativou a vytvoření nové strany s dočasným názvem Demokratická alternativa/Demokratická strana.

## Historie
PD založila v roce 2016 Marlene Farrugia, která předtím působila jako poslankyně za Labouristickou stranu. Farrugia oznámila vytvoření nové strany v červnu 2016 a uvedla, že strana má být novou alternativou k tradičním a dominujícím stranám.
Po založení byla zakladatelka Marlene Farrugia prohlášena za prozatímní předsedkyni.  Dne 21. října 2016 byla Farrugia zvolena první předsedkyní PD na valné hromadě. Strana byla formálně zaregistrována u volební komise v listopadu 2016.

## Volební výsledky
V parlamentních volbách v roce 2017 kandidovala strana společně s Nacionalistickou stranou v koalici s názvem Národní Síly.
| Rok  | %    | Počet mandátů | Vláda   |
| ---- | ---- | ------------- | ------- |
| 2017 | 1,6% | 2/67          | Opozice |